# Polska Grupa Górnicza
Polska Grupa Górnicza S.A. – polska handlowa spółka kapitałowa (spółka akcyjna) z siedzibą w Katowicach. Największe przedsiębiorstwo górnicze w Europie i największy producent węgla kamiennego w Unii Europejskiej. Spółka celowa, utworzona 16 stycznia 2015 (pod nazwą Polska Grupa Górnicza sp. z o.o.), w celu przejęcia majątku i zobowiązań bankrutującej Kompanii Węglowej.

## Historia
16 stycznia 2015 w Katowicach założono Polską Grupę Górniczą sp. z o.o. (PGG sp. z o.o.). 29 kwietnia 2016 PGG sp. z o.o. przejęła od Kompanii Węglowej: 11 kopalni węgla kamiennego, 4 zakłady, 35 tys. pracowników i zobowiązania finansowe. 1 kwietnia 2017 PGG sp. z o.o. nabyła Katowicki Holding Węglowy S.A.. 29 grudnia 2017 nastąpiło przekształcenie Polskiej Grupy Górniczej ze spółki z ograniczoną odpowiedzialnością w spółkę akcyjną.

## Oddziały
1 lipca 2016 zgodnie z porozumieniem rozpoczęto realizację modelu zespolonego kopalń. W wyniku połączenia, z 11 kopalń węgla kamiennego powstało 5. 1 kwietnia 2017 do PGG dołączyły kopalnie należące wcześniej do Katowickiego Holdingu Węglowego SA.
PGG obejmuje 8 oddziałów kopalnianych oraz 5 zakładów:

### Kopalnie zespolone
1. KWK ROW z połączonych KWK Marcel, KWK Rydułtowy, KWK Jankowice, KWK Chwałowice
2. KWK Ruda z połączonych KWK Halemba-Wirek, KWK Pokój, KWK Bielszowice
3. KWK Piast-Ziemowit z połączonych KWK Piast, KWK Ziemowit
4. KWK Murcki-Staszic z połączonych KWK Murcki, KWK Staszic
5. Kopalnia Węgla Kamiennego Mysłowice-Wesoła z połączonych KWK Mysłowice, KWK Wesoła
6. KWK Wujek z połączonych kopalń KWK Wujek, KWK Śląsk

### Kopalnie samodzielne
1. KWK Bolesław Śmiały
2. KWK Sośnica

### Zakłady
1. Zakład Remontowo-Produkcyjny (Bieruń)
2. Zakład Górniczych Robót Inwestycyjnych (Bieruń)
3. Zakład Informatyki i Telekomunikacji (Rybnik)
4. Zakład Elektrociepłownie (Rybnik)
  - Ciepłownia „1 Maja”  (Wodzisław Śląski)
  - Ciepłownia „Anna” (Pszów)
  - Elektrociepłownia „Chwałowice” (Rybnik)
  - Elektrociepłownia „Jankowice”  (Rybnik)
  - Elektrociepłownia „Marklowice” (Marklowice)
  - Ciepłownia „Rymer” (Rybnik)
5. Zakład Produkcji Ekopaliwa (Wola)

### Kopalnie
1. KWK Bielszowice (Ruda Śląska)
2. KWK Bolesław Śmiały (Łaziska Górne)
3. KWK Chwałowice (Rybnik)
4. KWK Halemba-Wirek (Ruda Śląska)
5. KWK Jankowice (Rybnik)
6. KWK Marcel (Radlin)
7. KWK Piast (Bieruń)
8. KWK Pokój (Ruda Śląska)
9. KWK Rydułtowy-Anna (Rydułtowy) Ruch Anna został przekazany do SRK S.A.
10. KWK Sośnica (Gliwice)
11. KWK Ziemowit (Lędziny)
12. KWK Mysłowice - Wesoła (Mysłowice)
13. KWK Murcki-Staszic (Katowice)
14. KWK Wujek (Katowice)

### Zakłady
1. Zakład Remontowo-Produkcyjny (Bieruń)
2. Zakład Górniczych Robót Inwestycyjnych (Bieruń)
3. Zakład Informatyki i Telekomunikacji (Rybnik)
4. Zakład Elektrociepłownie (Rybnik)
  - Ciepłownia „1 Maja”  (Wodzisław Śląski)
  - Ciepłownia „Anna” (Pszów)
  - Elektrociepłownia „Chwałowice” (Rybnik)
  - Elektrociepłownia „Jankowice”  (Rybnik)
  - Elektrociepłownia „Marklowice” (Marklowice)
  - Ciepłownia „Rymer” (Rybnik).

## Akcjonariat
W skład akcjonariatu Polskiej Grupy Górniczej S.A. wchodzą:
| Podmiot                       | Liczba akcji |
| ----------------------------- | ------------ |
| PGNiG Termika SA              | 8 000 000    |
| Węglokoks SA                  | 7 167 181    |
| PGE GiEK SA                   | 6 000 000    |
| Energa Kogeneracja Sp. z o.o. | 6 000 000    |
| TF Silesia Sp. z o.o.         | 6 000 000    |
| Polski Fundusz Rozwoju        | 3 000 000    |
| Enea SA                       | 3 000 000    |
| Skarb Państwa                 | 1            |